# Renzo León García
Renzo León García, född 14 augusti 1990 i Lima, Peru, är en peruansk roddare.
León García tävlade för Peru vid olympiska sommarspelen 2016 i Rio de Janeiro, där han slutade på 20:e plats i singelsculler.